# Royuela (kommunhuvudort)
Royuela är en kommunhuvudort i Spanien.   Den ligger i provinsen Provincia de Teruel och regionen Aragonien, i den centrala delen av landet, 190 km öster om huvudstaden Madrid. Royuela ligger 1 207 meter över havet och antalet invånare är 222.
Terrängen runt Royuela är huvudsakligen kuperad, men åt sydost är den platt. Royuela ligger nere i en dal.  Trakten runt Royuela är nära nog obefolkad, med mindre än två invånare per kvadratkilometer. Närmaste större samhälle är Albarracín, 6,7 km nordost om Royuela. Omgivningarna runt Royuela är i huvudsak ett öppet busklandskap.